# ستانلي سيوبيرج
ستانلي سيوبيرج (بالسويدية: Stanley Sjöberg)‏ (17 شباط\فبراير 1936 في بروكلين، نيويورك)، هو راعي الكنيسة السويدية الحرة. في فترة الخمسينيات، كان راعياً لجمعية فيلادلفيا في ستوكهولم، حيث عمل قسيساً ثانياً إلى جانب زعيم العنصرة ليوي بيثروس وخليفته ويليس ساوي. وهو ابن المبشر تاغي سيوبرغ.